# 马林哈根
马林哈根是德国下萨克森州的一个市镇。总面积6.23平方公里，总人口791人，其中男性390人，女性401人（2011年12月31日），人口密度127人/平方公里。